# KAORIalive
| KAORIalive                 | KAORIalive                                                  |
| -------------------------- | ----------------------------------------------------------- |
| KAORIaliveアーティスト写真 |                                                             |
| 基本情報                   |                                                             |
| 名前                       | KAORIalive/カオリアライブ                                   |
| 出身地                     | 日本・京都府                                                |
| 生誕                       | 6月17日                                                     |
| 職業                       | 振付師、ダンスインストラクター ダンサー、ダンススタジオ代表 |
| スタジオ                   | STUDIO DANCE ALIVE                                          |
| 公式サイト                 | https://kaorialive.com/                                     |

KAORIalive（カオリアライブ）は、日本の振付師である。
京都府を拠点に国内外で活動している。現在は東京在住。
若手ダンスチーム『K fam』のプロデューサー・振付師。

## 解説
16歳よりHIPHOPを始め、のちにJAZZ、BALLET、MODERN、CONTEMPOLARYなど様々なダンスを習得。プロの研究生を経て、国際的に評価の高い芸術舞踊団のカンパニー「DINYOS」のメンバーに最年少で選ばれ、2000年フランス招待公演に参加。
退団後、日本やロサンゼルスでソロダンサーとして活躍。2012年にダンススタジオ「STUDIO DANCE ALIVE」を設立。
振付家としても活動し、オリジナリティ溢れるテーマ性のある作品を創り出す。
2014年に日本一の振付師を決めるアジア最大のダンスコンテスト「Legend Tokyo Chapter.4」で優勝し、「日本一の振付師」として世界中から注目を集める。
また海外のコンペティションにも精力的に活動、WORLD OF DANCE やVIBE DANCE COMPETITIONなどでも結果を残し、海外でも高い評価を得ている。
国際交流基金アジアセンター主催のダンス事業で、日本を代表するダンスカンパニーとして東南アジアツアーに参加。Memorable Momentとして、海外でも積極的にワークショップを行うなど、京都を拠点に国内外で活動している。（現在は東京在住）
2014年にミュージカルの振付をスタートする。その初代作で年間の振付賞を受賞。ファッションショーの演出やCMの振付、コンテストの審査員など幅広く活動し、指導者としてシーンの発展や後進の育成にも力を注ぐ。

## 経歴
| 2025 | ミュージカル『ミセン』振付・ステージング 音楽座ミュージカル『リトルプリンス』振付 宝塚歌劇団 宙組公演『Razzle Dazzle』フィナーレナンバー振付 宝塚歌劇団 星組 麗礼真琴 日本武道館コンサート『ANTEM-アンセム-』振付 東宝ミュージカル 『1789-バスティーユの恋人たち-』振付 |
| 2024 | 宝塚歌劇団 星組公演『RRR × TAKA”R”AZUKA ～√Bheem～』『VIOLETOPIA』 振付 スペシャルドラマ『必殺仕事人』振付指導 宝塚歌劇団花組公演『アルカンシェル～パリに架かる虹～』振付 アーティスティックスイミング日本代表パリオリンピック2024出場決定 振付 アーティスティックスイミング日本代表ワールドカップパリ大会 ミュージカル『ロミオ＆ジュリエット』振付 日本テレビ「THE DANCE DAY」決勝進出 朝日新聞「第12回全日本小中学生ダンスコンクール」全国大会 審査員 第一生命 D.LEAGUE24-25 審査員 |
| 2023 | KAT-TUN亀梨和也ソロ曲『未完成な』振付 ミュージカル『キングアーサー』振付 宝塚歌劇団宙組公演「カジノロワイヤル～我が名はボンド～」振付 Legend Tokyo Chapter.11「Legend RISE WEST」審査員 TED×KYOTO2023 KAORIalive率いる「K fam」「K saani」パフォーマーとして出演 日本テレビ「THE DANCE DAY」決勝進出 宝塚歌劇団星組公演「1789～バスティーユの恋人たち～」振付 ミュージカル「えんとつ町のプペル」振付<br> 元宝塚歌劇団 宙組 真風涼帆さん１st Concert「unknown」構成・演出・振付 アーティスティックスイミング世界水泳選手権2023日本代表振付 「6 ON DANCEの日」審査員 『SHIRO FES 2023』TEAM DANCE CONTEST 審査員 「CHIMERA A-SIDE DANCE CONTEST」K saani 関西予選 1位通過 朝日新聞「第11回 全日本小中学生ダンスコンクール」東海大会 審査員 テレビ朝日「ミュージックステーション」亀梨和也ソロ曲「Cross」振付 「Legend Tokyo Chater.11」審査員 宝塚歌劇団宙組公演「PAGAD～世紀の奇術師カリオストロ～」 朝日新聞「第11回 全日本小中学生ダンスコンクール」全国大会 審査員 「CHIMERA A-SIDE DANCE CONTEST SUPER LEAGUE THE FINAL2023」K saani 準優勝 宝塚歌劇団 星組公演『RRR × TAKA”R”AZUKA ～√Bheem～』『VIOLETOPIA』 振付 スペシャルドラマ『必殺仕事人』振付指導 宝塚歌劇団花組公演『アルカンシェル～パリに架かる虹～』振付 アーティスティックスイミング日本代表パリオリンピック2024出場決定 振付 |
| 2022 | 宝塚歌劇団宙組「FLY WITH ME」振付 ミュージカル「スワンキング」振付 日本テレビ「THE DANCE DAY」2位受賞 「Japan Youth Dance Festival 全国大会」審査員 「JR東日本」CM 振付 「公益財団法人日本オリンピック委員会令和4年度強化スタッフ」就任 宝塚歌劇団宙組「Never Say Goodbye -ある愛の軌跡-」振付 ダンスチャンネル「GRAND SLAM TOKYO 2022 全国スーパーキッズダンスコンテスト 」審査員 |
| 2021 | 「SAKURA COLLECTION マリーンルージュ船」振付・演出 宝塚歌劇団花組「元禄バロックロック」振付 「CHIMERA A-SIDE DANCE CONTEST」全国大会 優勝 ※国内Competition 「Legend Tokyo X」舞浜アンフィシアター 歴代レジェンドとしてゲスト出演 「CHIMERA A-SIDE DANCE CONTEST」関西予選 1位通過 ※国内Competition 松竹主催 OSK日本歌劇団 レビュー夏のおどり「STARt」振付 Perrie Jouet WEB CM 振付 第一生命 D.LEAGUE ゲスト審査員 「Legend Tokyo CHRONICLE」優秀アート賞 受賞 梅田芸術劇場 ホリプロ TBS主催「ロミオ アンド ジュリエット」振付 宝塚歌劇団花組「アウグストゥス ー尊厳ある者」振付 宝塚歌劇団星組「ロミオとジュリエット」フィナーレ 振付 梅田芸術劇場「ポーの一族」振付 |
| 2020 | 「SAKURA COLLECTION」（東京タワー）振付・演出 美弥るりか主演「The wonder MIYA COLLECTION」振付 宝塚歌劇団月組公演「出島小宇宙戦争」フィナーレ振付 宝塚歌劇団雪組公演「ONCE UPON A TIME IN AMERICA」フィナーレ振付 |
| 2019 | 宮本亞門演出「イノサン ミュージカル」振付 全国ジャズダンスの祭典「JAZZ BANKS」オープニング振付 青森にて「any」作品出展 宝塚歌劇団雪組「ハリウッド ゴシップ」フィナーレ振付 Iwatani CM振付 自主公演「ロミオが描いたジュリエット」東海市芸術劇場 au三太郎シリーズ 第二弾 振付 世界大会「WORLD OF DANCE（in LA )」日本代表として出場 強化生・卒業生ユニット「ace」高校生全国大会にて特別賞を受賞 au三太郎シリーズ 振付 第一弾 SAKURA COLLECTION 大阪中央公会堂 振付・演出 梅田芸術劇場 ホリプロ TBS主催「ロミオ アンド ジュリエット」振付 GINZA SIX 能楽堂 にてゲストパフォーマンス（Memorable Moment) ダンスチャンネル「ALL JAPAN SUPER KIDS DANCE CONTEST 2018」アンフィシアターにて審査員 |
| 2018 | 「中居くん学ぶスイッチ」出演（Memorable Moment） 宝塚歌劇団花組「ポーの一族」オープニング・フィナーレ振付 宝塚歌劇団宙組「異人のルネッサンス」オープニング・フィナーレ振付 東宝ミュージカル「1789 バスティーユの恋人たち」振付 |
| 2017 | ソニーモバイル「XPERIA」 キャンペーンガールとしてCM出演 三代目 J Soul Brothers「Welcome to TOKYO」ツアー振付 TAKAMI BRIDAL「きょうといちえ」ゲストパフォーマー振付・出演 三代目 J Soul Brothers 小林直己初監督 映像作品 振付 自主公演「ロミオが描いたジュリエット」京都ロームシアター メインホール 宝塚歌劇団月組「浪漫活劇 All For One」本編・フィナーレ振付 |
| 2016 | 三代目 J Soul Brothers「Welcome to TOKYO」ミュージックビデオ振付・出演 梅田芸術劇場 ホリプロ TBS主催「ロミオ アンド ジュリエット」振付 TIFFANY&Co. パレスホテル ショー振付 宝塚歌劇団雪組「るろうに剣心」振付 |
| 2015 | 文部科学省主催 スポーツ・文化・ワールド・フォーラム 公式プログラム 宮本亜門氏演出「東京オリンピックキックオフイベント」振付師として参加 宝塚歌劇団「1789 バスティーユの恋人たち」振付 初のミュージカルの振付で年間での振付賞を受賞 |
| 2014 | 神戸COLLECTION / 東京RUNWAY「Xperia(TM) × 映像 × ダンスのコラボレーション」総合演出・振付・出演） 大阪単独公演「Gift」シアターBRAVA! アジア最大級の大人数ダンスコンテスト「LEGEND TOKYO chapter4 」最優秀賞 アンフィシアター ※国内Competition |
| 2013 | 大人数の振付師の世界大会「VIBE Dance Competition 18」にて日本人初2年連続、3位受賞。 ※海外Competition ロサンゼルス(チーム名 KAORI ALIVE にて出場) 日本テレビ「スタードラフト会議」出演。 神戸COLLECTION/東京RUNWAYにてXperia × 映像 × ダンスのコラボレーション 演出・振付・出演 LAにて行われた世界最大そして最高峰の大会「WORLD OF DANCE」にて三位受賞 日本チーム初出場にして初受賞。さらに出演チームで唯一ダブル受賞 ※海外Competition ロサンゼルス(チーム名 KAORI ALIVE にて出場) 自主公演 『Gift』東京 恵比寿Act square （Memorable Moment) |
| 2012 | テレビ東京「DANCE@HERO 4th」関西初女性初チャンピオンに輝く（Memorable Moment） ※国内Competition 中高生のダンス全国大会「Teenz Dance AREA」振付・監修を手がけるキッズチーム「Fluegel」が関西予選優勝、 全国大会チーム優勝 ※国内Competition 「TEDx Tokyo」オープニングゲスト（Memorable Moment) 振付・出演 京都LIVE KIDSダンス部門で振付・監修を手がけるキッズチーム「Fluegel」が優勝 ※国内Competition 大人数の振付師の世界大会「VIBE Dance Competition 17」日本人初出場・3位受賞 アジアチーム初出場にして初受賞 ※海外Competition ロサンゼルス（チーム名：KAORI ALIVE） |
| 2011 | 振付師日本一を決める全国大会「Legend Tokyo Chapter.1」にて準優勝（審査委員賞ダブル受賞） ※国内Competition 「Legend Tokyo Chapter.1」審査員であったシルクドソレイユにも認められ、ダンサーオーディションに推薦される。 JSSA「DANCERS FESTIVAL」優勝 振付・演出・出演 ※国内Competition 2011年3月11日の東日本大震災より、ダンスチャリティーレッスン・チャリティーパフォーマンスを定期開催し、 約100万円の義援金を日本赤十字を通じて被災地に寄付（現在は河原町本校、淀校のみ） |
| 2008 | LA Ｈollywood「KeyClub」にて自主イベント「Hi-Sci」開催 クリエイターメンバーの一人として、衣装・舞台演出などを手がける 600人動員 |
| 2007 | 12月25日 ラスベガスのストラトスフィアタワーにてパフォーマンスを行い、スタンディングオベーションの喝采を浴びる |
| 2006 | アーティスト「SaGa」にてコレオグラファー・衣装デザイナー・ダンサーとして活躍 全国でライブ活動をする |
| 2003 | 「STUDIO DANCE ALIVE」宇治小倉校を設立（後に四条烏丸校、淀校、樟葉校、芦屋教室を設立） ショーやイベントに多数ゲスト出演 |

## 振付作品
KAORIalive HP WORKS
- 『人類の叫び』-K fa
- 『コロナ収束への祈り』-K fam
- 『My Earth Is Bleeding | 環境破壊への杞憂』-K fam
- 『JR東日本』CM
- 『au CM三太郎シリーズ』
- 『ペリエジュエ』CM
- 『Welcome to TOKYO』-三代目 J Soul Brothers from EXILE TRIBE (振付・出演)

## K fam
若手ダンスチーム『K fam』のプロデューサー・振付師を務める。
2022年5月18日に幕張メッセから生放送の日本テレビ『THE DANCE DAY』決勝大会に出場し、1st ROUNDでは『人類の叫び』を披露し大会最高得点を叩き出す。Final ROUNDでは『コロナ収束への祈り』を披露し第2位となる。

## レッスン
現在京都府にある『STUDIO DANCE ALIVE』でのみレッスンを行っている。